# Franco Morbidelli
Franco Morbidelli (Roma, 4 dicembre 1994) è un pilota motociclistico italiano, campione europeo Superstock 600 nel 2013 e campione del mondo della Moto2 nel 2017.

## Biografia
È figlio di Livio Morbidelli, anch'egli pilota motociclistico, vicecampione italiano della classe 80 e 125, e di Cristina De Franco, brasiliana: è per questo motivo che, da sempre, sul suo casco sono raffigurate le bandiere italiana e brasiliana. Originario del quartiere romano di San Giovanni, a 10 anni si trasferisce a Babbucce, frazione di Tavullia, per divenire uno dei primi membri dell'academy di Valentino Rossi. La VR46 Riders Academy lo ha supportato nel prosieguo di carriera, su tutti il passaggio in Moto2 dai campionati derivate di serie.
Il suo numero di gara fino all'esordio nella Moto2 è stato il 12 (collegato al suo mese di nascita, dicembre); dal 2014, essendo il suo vecchio numero già utilizzato da Thomas Lüthi, ha scelto il numero 21.
Il 6 settembre 2021 per il suo impegno nel sociale, sotto l'Alto Patronato del Parlamento Europeo di Bruxelles  e dell'Ufficio nazionale antidiscriminazioni razziali riceve il Premio la Moda Veste la Pace il riconoscimento conferito a personalità della moda, dell'arte o dello sport che si sono distinte con atti a favore della pace o contro le discriminazioni.

## Carriera

### Motociclismo

#### Campionato europeo e italiano Superstock 600
Nel 2009 prende parte al campionato Europeo Classe 125, svoltosi in gara unica ad Albacete. In sella ad un'Aprilia RS125R non termina la gara ritirandosi al secondo giro.
Nel 2011 chiude sesto nel CIV Stock 600 ed esordisce nell'europeo Superstock 600 correndo quattro gare a bordo di una Yamaha YZF-R6 del team Forward Racing Jr. Nel 2012 conclude sesto nella stessa categoria collezionando un terzo posto, mentre nel CIV Superstock 600 ha chiuso secondo dopo una lunga battaglia con Riccardo Russo e tre vittorie di gara conseguite. Nel 2013, invece, si afferma campione europeo, con 154 punti, con una Kawasaki ZX-6R del San Carlo Team Italia, team della FIM, per promuovere giovani talenti italiani. 
 Sempre nel 2013, pur non ottenendo punti da regolamento, disputa quattro gare, vincendone tre, nel campionato Italiano Stock 600.

#### Moto2
Nel 2013 corre, oltre che in Superstock, anche nella classe Moto2 del motomondiale i Gran Premi di San Marino, Giappone e Comunità Valenciana sulla Suter MMX2 del team Gresini Racing. Nel 2014 diventa pilota titolare nel team Italtrans Racing, che gli affida una Kalex Moto2; il compagno di squadra è Julián Simón. Ottiene i primi punti iridati in Argentina e come miglior risultato un quinto posto al GP d'Aragona e termina la stagione all'11º posto con 75 punti.
Nel 2015 rimane nello stesso team, con Mika Kallio come compagno di squadra. Ottiene in questo anno il suo primo podio nel motomondiale a Indianapolis, giungendo in terza posizione. In questa stagione è costretto a saltare i Gran Premi di Gran Bretagna, San Marino, Aragona e Giappone a causa della frattura di tibia e perone della gamba destra rimediata in allenamento. Chiude la stagione al 10º posto con 90 punti.

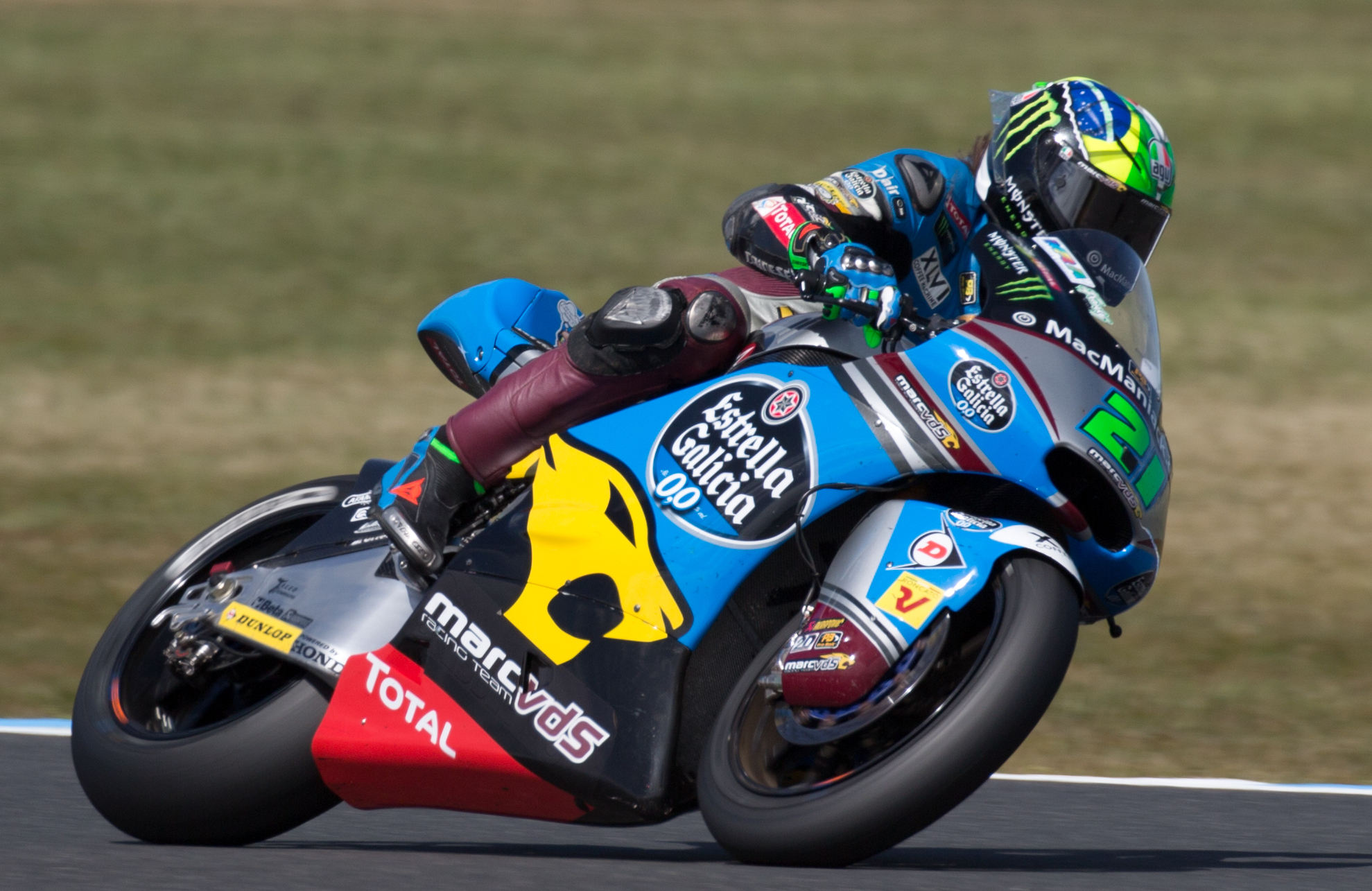
Morbidelli impegnato a Phillip Island nel 2016

Nel 2016 passa al team Marc VDS Racing, con compagno di squadra Álex Márquez. Morbidelli colleziona tre terzi posti (Olanda, Aragona, Giappone) e altrettanti piazzamenti in seconda posizione (Austria, Gran Bretagna, Australia), vedendosi sfuggire la prima vittoria nel motomondiale a Phillip Island, beffato per soli 10 millesimi da Thomas Lüthi. Negli ultimi due appuntamenti stagionali, in Malesia e Comunità Valenciana, termina rispettivamente secondo e terzo. La seconda metà di stagione, che incomincia con l'Austria lo vede conquistare più punti di tutti gli altri piloti. A causa di una prima metà di stagione non altrettanto brillante però deve accontentarsi del 4º posto finale nella classifica piloti con 213 punti.
L'anno successivo, con lo stesso team e lo stesso compagno di squadra del 2016, Morbidelli incomincia la stagione con la sua prima pole position e la sua prima vittoria in Moto2 in Qatar. Vince anche i due Gran Premi successivi in Argentina e Austin, diventando il primo pilota a vincere le prime tre gare stagionali nella classe intermedia dal 2001, quando Daijirō Katō vinse le prime quattro nell'allora classe 250. La quarta vittoria stagionale arriva nel quinto appuntamento dell'anno in Francia. Dopo due Gran Premi incolore in Italia e Catalogna, torna sul gradino più alto del podio in Olanda, ripetendosi nel successivo Gran Premio di Germania e dell'Austria, dopo un ottavo posto nella gara di Brno per poi ritornare a vincere in Aragona. In Australia e Malesia giunge terzo.
Poche ore prima della partenza del Gran Premio della Malesia, Lüthi, suo diretto rivale per il titolo, è costretto a dare forfait per infortunio; avendo precedentemente accumulato un vantaggio di 29 punti, Morbidelli diviene quindi matematicamente campione del mondo classe Moto2 con una gara di anticipo. È il primo pilota italiano a vincere in Moto2 e riporta in Italia un titolo iridato a otto anni di distanza da quello di Valentino Rossi in MotoGP nel 2009 e a nove dal successo di Marco Simoncelli, che nel 2008 conquistò il mondiale della classe intermedia proprio a Sepang. Giunge secondo in Comunità Valenciana. Termina la stagione con 308 punti iridati.

#### MotoGP

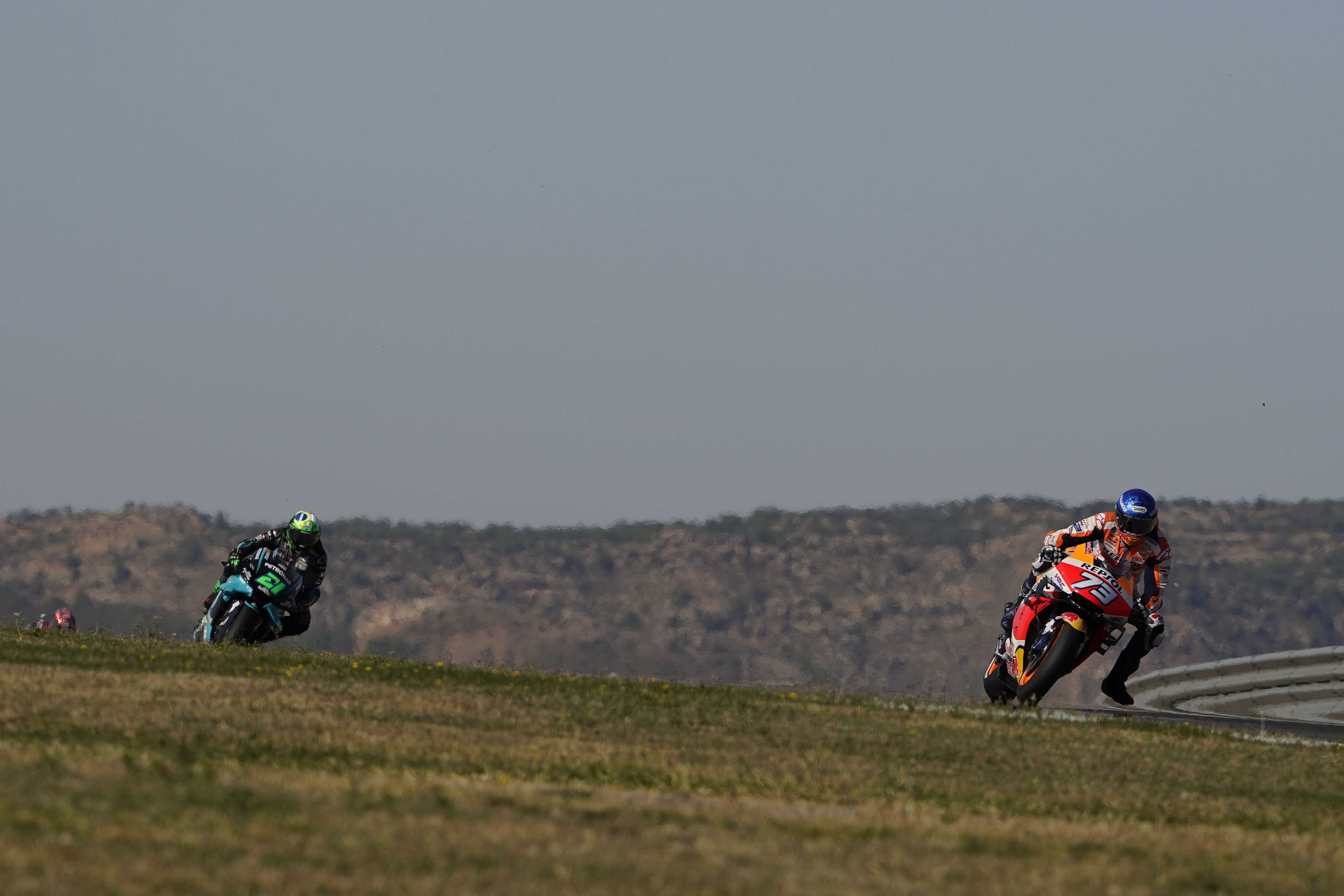
Morbidelli (a sinistra) insegue Álex Márquez ad Aragón nel 2020.

Per la stagione 2018 passa alla classe MotoGP, restando sempre nel team Marc VDS Racing. Esordisce su una MotoGP già a novembre 2017 nei test di fine stagione, a Valencia. Il compagno di squadra è Thomas Lüthi. Ottiene come miglior risultato un ottavo posto in Australia e termina la stagione, come miglior esordiente, al 15º posto con 50 punti. In questa stagione è costretto a saltare i Gran Premi d'Olanda e Germania a causa della frattura del terzo metacarpo della mano sinistra rimediata nelle prove libere del GP d'Olanda.
Nel 2019 passa al team Petronas Yamaha SRT alla guida di una Yamaha YZR-M1; il compagno di squadra è Fabio Quartararo. Ottiene come miglior risultato quattro quinti posti (Americhe, Olanda, Gran Bretagna e San Marino) e termina la stagione al 10º posto con 115 punti. Nel 2020 rimane con lo stesso team e lo stesso compagno di squadra. Nel Gran Premio di Andalusia a Jerez sfiora il suo primo podio ma è costretto al ritiro a causa di un guasto mentre era in terza posizione. Il 9 agosto 2020 ottiene il suo primo podio in carriera in MotoGP sul circuito di Brno, salendo sul secondo gradino. Il 13 settembre sul circuito di Misano ottiene la sua prima vittoria in classe regina. In occasione del Gran Premio di Catalunya conquista la sua prima pole position nella classe regina. Vince il Gran Premio di Teruel. Il 14 novembre sul circuito di Valencia ottiene la sua seconda pole position e il giorno seguente il suo terzo successo stagionale, giunge terzo in Portogallo. Conclude la stagione al secondo posto nel mondiale con 158 punti.
Nel 2021 rimane nello stesso team, con la stessa moto e Valentino Rossi come compagno di squadra. Ottiene un terzo posto in Spagna. In questa stagione è costretto a saltare i Gran Premi di Olanda, Stiria, Austria, Gran Bretagna e Aragona a causa di un intervento al ginocchio destro resosi necessario per un pregresso infortunio; il suo posto in squadra viene preso dallo statunitense Garrett Gerloff per il GP d'Olanda e in seguito dai britannici Cal Crutchlow e Jake Dixon. A partire dal Gran Premio di San Marino passa nel team ufficiale prendendo il posto lasciato libero da Maverick Viñales. Chiude la stagione al diciassettesimo posto con 47 punti.
Nel 2022 è pilota titolare del team Monster Energy Yamaha, il compagno di squadra è Fabio Quartararo. Il pilota italiano ottiene quarantadue punti chiudendo diciannovesimo in classifica piloti e con il settimo posto nel Gran Premio dell'Indonesia come miglior risultato. Confermato per il 2023 sfiora il podio nel Gran Premio d'Argentina, arrivando quarto. In quest'annata porta a termine tutte le gare disputate senza mai ritirarsi e, con oltre cento punti, si classifica tredicesimo.
Durante la pausa estiva della stagione 2023 viene annunciata per la stagione 2024 la separazione dal team Yamaha Racing, il sostituto designato (sempre a partire dal 2024) è Álex Rins. Il pilota italiano di conseguenza dal 2024 si unisce al team Prima Pramac Racing guidando per il marchio Ducati. Con oltre 170 punti. chiude il campionato al nono posto. Per la stagione 2025, Morbidelli rimane in Ducati passando al team VR46 Racing.
Nel 2025 inizia la stagione in Thailandia con due top five, quinto nella Sprint e quarto in gara lunga. In Argentina ottiene il primo podio stagionale, con un terzo posto nella gara lunga. Ad Austin fa quinto nella Sprint e ottiene un altro buon quarto posto nella gara domenicale. In Qatar fa terzo il sabato e termina nuovamente quarto la domenica, salvo poi salire sul podio per via della penalizzazione di Vinales. A Jerez, dopo una buona sprint, si stende in gara lunga. Weekend grigio anche in Francia per Morbidelli, con un solo punto ottenuto dopo anche una caduta in gara lunga. A Silverstone cade il primo giro steso da Aleix Espargaro, tuttavia grazie a una bandiera rossa il secondo giro riesce a ripartire e arrivare quarto, perdendo il podio in volata con Marc Marquez. Ad Aragon ottiene una buona prima fila in qualifica e chiude quarto la Sprint, quinto la gara dopo una grande battaglia con Fermin Aldeguer, che lo vede vincitore. Al Mugello fa sesto e  settimo, con anche un contatto con Vinales nella seconda delle due gare. Ad Assen chiude ottavo e settimo.

### Altri sport
Tra il 3 ed il 6 dicembre 2020 prende parte al Monza Rally Show valido per il campionato del mondo rally 2020. Partecipa con il team WithU Racing nella classe WRC3 e chiude l'evento al sessantunesimo posto assoluto.

## Risultati nel motomondiale
| 2013 | Classe | Moto  |  |  |  |  |  |  |  |  |    |  |  |  |    |  |  |  |    |    |  |  |  |  | Punti | Pos. |
| ---- | ------ | ----- |  |  |  |  |  |  |  |  | -- |  |  |  | -- |  |  |  | -- | -- |  |  |  |  | ----- | ---- |
| 2013 | Moto2  | Suter |  |  |  |  |  |  |  |  | NE |  |  |  | 21 |  |  |  | 18 | 17 |  |  |  |  | 0     |      |

| 2014 | Classe | Moto  |    |    |    |    |    |    |    |    |   |     |   |   |   |   |   |    |     |    |  |  |  |  | Punti | Pos. |
| ---- | ------ | ----- | -- | -- | -- | -- | -- | -- | -- | -- | - | --- | - | - | - | - | - | -- | --- | -- |  |  |  |  | ----- | ---- |
| 2014 | Moto2  | Kalex | 25 | 17 | 13 | 20 | 10 | 10 | 21 | 24 | 6 | Rit | 8 | 6 | 7 | 5 | 7 | 13 | Rit | 21 |  |  |  |  | 75    | 11º  |

| 2015 | Classe | Moto  |   |   |   |   |   |     |   |    |     |   |    |     |     |     |     |    |    |     |  |  |  |  | Punti | Pos. |
| ---- | ------ | ----- | - | - | - | - | - | --- | - | -- | --- | - | -- | --- | --- | --- | --- | -- | -- | --- |  |  |  |  | ----- | ---- |
| 2015 | Moto2  | Kalex | 5 | 5 | 5 | 6 | 5 | Rit | 8 | 19 | Rit | 3 | 10 | Inf | Inf | Inf | Inf | 11 | 15 | Rit |  |  |  |  | 90    | 10º  |

| 2016 | Classe | Moto  |   |    |    |   |   |   |    |   |     |   |   |   |   |   |   |   |   |   |  |  |  |  | Punti | Pos. |
| ---- | ------ | ----- | - | -- | -- | - | - | - | -- | - | --- | - | - | - | - | - | - | - | - | - |  |  |  |  | ----- | ---- |
| 2016 | Moto2  | Kalex | 7 | 25 | 14 | 4 | 4 | 8 | 11 | 3 | Rit | 2 | 8 | 2 | 5 | 3 | 3 | 2 | 2 | 3 |  |  |  |  | 213   | 4º   |

| 2017 | Classe | Moto  |   |   |   |     |   |   |   |   |   |   |   |   |     |   |   |   |   |   |  |  |  |  | Punti | Pos. |
| ---- | ------ | ----- | - | - | - | --- | - | - | - | - | - | - | - | - | --- | - | - | - | - | - |  |  |  |  | ----- | ---- |
| 2017 | Moto2  | Kalex | 1 | 1 | 1 | Rit | 1 | 4 | 5 | 1 | 1 | 8 | 1 | 3 | Rit | 1 | 8 | 3 | 3 | 2 |  |  |  |  | 308   | 1º   |

| 2018 | Classe | Moto  |    |    |    |   |    |    |    |    |     |    |    |    |    |    |    |    |   |    |     |  |  |  | Punti | Pos. |
| ---- | ------ | ----- | -- | -- | -- | - | -- | -- | -- | -- | --- | -- | -- | -- | -- | -- | -- | -- | - | -- | --- |  |  |  | ----- | ---- |
| 2018 | MotoGP | Honda | 12 | 14 | 21 | 9 | 13 | 15 | 14 | NP | Inf | 13 | 19 | AN | 12 | 11 | 14 | 11 | 8 | 12 | Rit |  |  |  | 50    | 15º  |

| 2019 | Classe | Moto   |    |     |   |   |   |     |     |   |   |     |    |   |   |     |   |   |    |   |     |  |  |  | Punti | Pos. |
| ---- | ------ | ------ | -- | --- | - | - | - | --- | --- | - | - | --- | -- | - | - | --- | - | - | -- | - | --- |  |  |  | ----- | ---- |
| 2019 | MotoGP | Yamaha | 11 | Rit | 5 | 7 | 7 | Rit | Rit | 5 | 9 | Rit | 10 | 5 | 5 | Rit | 6 | 6 | 11 | 6 | Rit |  |  |  | 115   | 10º  |

| 2020 | Classe | Moto   |    |   |     |   |     |    |   |   |   |     |   |   |    |   |   |  |  |  |  |  |  |  | Punti | Pos. |
| ---- | ------ | ------ | -- | - | --- | - | --- | -- | - | - | - | --- | - | - | -- | - | - |  |  |  |  |  |  |  | ----- | ---- |
| 2020 | MotoGP | Yamaha | NE | 5 | Rit | 2 | Rit | 15 | 1 | 9 | 4 | Rit | 6 | 1 | 11 | 1 | 3 |  |  |  |  |  |  |  | 158   | 2º   |

| 2021 | Classe | Moto   |    |    |   |   |    |    |   |    |     |     |     |     |     |    |    |    |    |    |  |  |  |  | Punti | Pos. |
| ---- | ------ | ------ | -- | -- | - | - | -- | -- | - | -- | --- | --- | --- | --- | --- | -- | -- | -- | -- | -- |  |  |  |  | ----- | ---- |
| 2021 | MotoGP | Yamaha | 18 | 12 | 4 | 3 | 16 | 16 | 9 | 18 | Inf | Inf | Inf | Inf | Inf | 18 | 19 | 14 | 17 | 11 |  |  |  |  | 47    | 17º  |

| 2022 | Classe | Moto   |    |   |     |    |    |    |    |    |    |    |     |    |     |     |    |    |    |     |    |    |  |  | Punti | Pos. |
| ---- | ------ | ------ | -- | - | --- | -- | -- | -- | -- | -- | -- | -- | --- | -- | --- | --- | -- | -- | -- | --- | -- | -- |  |  | ----- | ---- |
| 2022 | MotoGP | Yamaha | 11 | 7 | Rit | 16 | 13 | 15 | 15 | 17 | 13 | 13 | Rit | 15 | Rit | Rit | 17 | 14 | 13 | Rit | 11 | 10 |  |  | 42    | 19º  |

| 2023 | Classe | Moto   |    |   |   |    |    |    |    |   |    |     |    |    |   |    |    |    |    |   |    |   |  |  | Punti | Pos. |
| ---- | ------ | ------ | -- | - | - | -- | -- | -- | -- | - | -- | --- | -- | -- | - | -- | -- | -- | -- | - | -- | - |  |  | ----- | ---- |
| 2023 | MotoGP | Yamaha | 14 | 4 | 8 | 11 | 10 | 10 | 12 | 9 | 14 | 119 | 14 | 15 | 7 | 17 | 14 | 17 | 11 | 7 | 16 | 7 |  |  | 102   | 13º  |

| 2024 | Classe | Moto   |    |    |     |      |   |     |    |   |   |    |    |   |      |    |    |   |    |      |     |    |  |  | Punti | Pos. |
| ---- | ------ | ------ | -- | -- | --- | ---- | - | --- | -- | - | - | -- | -- | - | ---- | -- | -- | - | -- | ---- | --- | -- |  |  | ----- | ---- |
| 2024 | MotoGP | Ducati | 18 | 18 | Rit | Rit4 | 7 | Rit | 64 | 9 | 5 | 10 | 86 | 6 | Rit3 | 59 | 45 | 5 | 65 | Rit6 | 146 | 86 |  |  | 173   | 9º   |

| 2025 | Classe | Moto   |    |    |    |   |      |    |   |    |    |    |    |     |    |  |  |  |  |  |  |  |  |  | Punti | Pos. |
| ---- | ------ | ------ | -- | -- | -- | - | ---- | -- | - | -- | -- | -- | -- | --- | -- |  |  |  |  |  |  |  |  |  | ----- | ---- |
| 2025 | MotoGP | Ducati | 45 | 37 | 45 | 3 | Rit4 | 15 | 4 | 54 | 67 | 78 | NP | Inf | 11 |  |  |  |  |  |  |  |  |  | 144   |      |

| Legenda | 1º posto        | 2º posto            | 3º posto            | A punti      | Senza punti        | Grassetto – Pole position Corsivo – Giro più veloce |
| Legenda | Gara non valida | Non qual./Non part. | Ritirato/Non class. | Squalificato | '-' Dato non disp. | Grassetto – Pole position Corsivo – Giro più veloce |

## Risultati nel Mondiale Rally
| 2020 | Scuderia     | Vettura |  |  |  |  |  |  |    | Punti | Pos. |
| ---- | ------------ | ------- |  |  |  |  |  |  | -- | ----- | ---- |
| 2020 | WithU Racing | Hyundai |  |  |  |  |  |  | 61 | 0     |      |

| Legenda | 1º posto | 2º posto | 3º posto | A punti | Senza punti | Ritirato | Squalificato | NP=Non partito C=Gara cancellata | Apice=Power stage |